# Malič
Malič je priimek več znanih Slovencev:
- Barbara Malič, kemijska tehnologinja, vodja odseka za elektronsko keramiko IJS
- Ferdinand Malič (1820—1900), slikar
- Jožef Malič (1884—1972), rimskokatoliški duhovnik in misijonar
- Stane Malič (1904—1984), glasbenik